# جوي سليجرس
جوي سليجرس (بالهولندية: Joey Sleegers)‏ (20 يوليو 1994 بهيلموند في هولندا - ) هو لاعب كرة قدم هولندي في مركز الوسط. لعب مع إف سي آيندهوفن وإن إي سي نيميخن وفاينورد ونادي دبا الإماراتي.

## روابط خارجية
- جوي سليجرس على موقع قاعدة بيانات كرة القدم.إي يو (الإنجليزية)
- جوي سليجرس على موقع Soccerbase.com (لاعب) (الإنجليزية)
- جوي سليجرس على موقع Soccerway.com (الإنجليزية)